# Kim de l’Horizon
Kim de l’Horizon (ur. 9 maja 1992  w Ostermundigen) – szwajcarski niebinarny pisarz i dramatopisarz.
Kim de l’Horizon urodził się w małym szwajcarskim miasteczku Ostermundigen w kantonie Berno. Tytuł licencjata w dziedzinie literatury zdobył w Instytucie Literatury w Biel/Bienne. W 2022 otrzymał Niemiecką Nagrodę Książkową (niem. Deutscher Buchpreis) i Szwajcarską Nagrodę Książkową (niem. Schweizer Buchpreis) za swoją debiutancką powieść Drzewo krwi traktującą o poszukiwaniu tożsamości, w której przetwarza wspomnienia dorastania w środowisku mającym tylko tradycyjne poglądy na temat kobiecości i męskości. Poprzez literaturę de l’Horizon stara się przyczynić do leczenia ran społecznych i promować większą empatię wobec osób queer i innych środowisk dotkniętych przemocą.

Zawsze traktowano mnie jak mebel, komodę dla rzeczy, których należało się pozbyć. Nie wiem jak, ale dorośli deponowali we mnie swoje sprawy, tematy, problemy: odczucia, których sobie nie życzyli, obawy, bycie mężczyzną, bycie kobietą, zranienia. Może być tak, że te rzeczy leżały gdzieś porzucone, a ja je zbierał_m. To, że jestem meblem, powiedziano mi też wprost. W matczynym języku niegrzeczne dziecko naprawdę jest meblem: "Ale z ciebie Möbu!". Kim de l’Horizon, Drzewo krwi (fragment)